# Комиссия по установлению истины и примирению (Тунис)

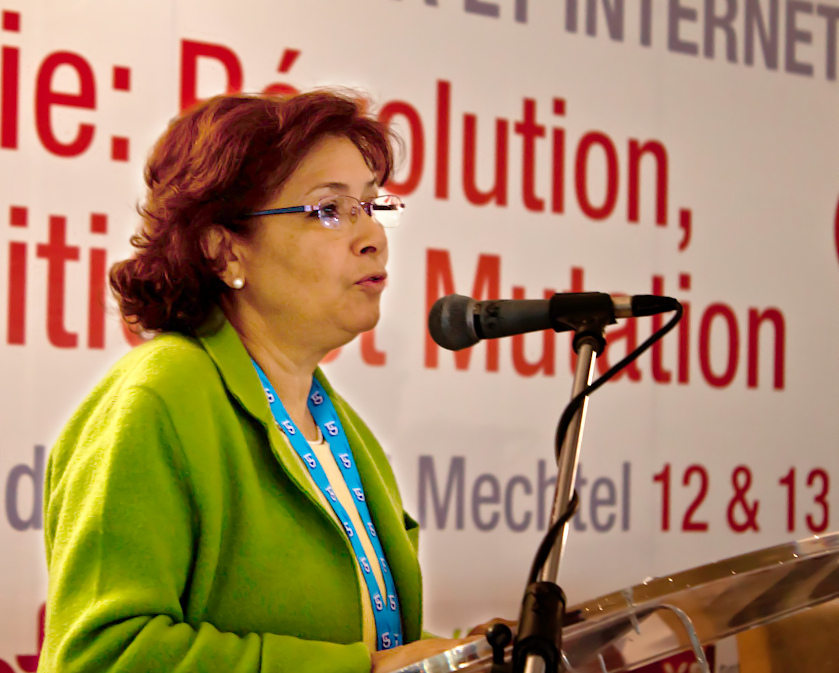
Сихем Бенседрин, Глава Комиссии, проводит спич в 2012 году

Комиссия по установлению истины и примирению (араб. هيئة الحقيقة والكرامة‎; Hai'at ul-Ḥaqiqa wul-Karāma; фр. Instance Vérité et Dignité) — независимый судебный орган, зарегистрированный в Тунисе 23 декабря 2013 года, и формально запущенный 9 июня 2014 года экс-президентом Туниса Монсефом Марзуки. Создан в результате Тунисской Революции. Целью органа является материальная и реабилитационная помощь пострадавшим от грубых нарушений прав человека государством с 1955 года. Комиссии был выдан четырехлетний мандат на судебную и аналитическую деятельность (до 2018 года) с возможностью продления на один год. На данный момент главой Комиссии является тунисская журналистка и правозащитница Сихем Бенседрин.

## Последний отчет
Сихем Бенседрин опубликовала финальный отчёт о работе комиссии 26 марта 2019 года. Отчёт содержит 2000 страниц случаев нарушения прав человека, и сейчас находится в сети. Среди опубликованных преступлений были упомянуты несправедливые судебные процессы в момент военного переворота в 1963 году против экс-президента Туниса (Хабиб Бургиба). Выяснилось, что Беджи Каид эль-Себси, другой экс-президент Туниса, привлекался к тем процессам в роли Директора Национальной Безопасности.

## Практическая деятельность
Комиссия, используя судебные и внесудебные механизмы, начала собирать показания жертв жестоких нарушений прав при старом режиме, в сентябре 2015 года. Она продолжала собирать показания, но в июне 2016 года прекратила это делать. Сообщалось, что Комиссия готовится к пресс-релизу, чтобы «обнажить всё сразу». К тому времени Комиссия рассмотрела более 62 тысяч заявок и выслушала около 11 тысяч показаний от людей. 17 ноября 2016 года Комиссия провела свой первый публичный спич, где рассказала о своей работе за 2 года существования.
В конце 2016 года членами Комиссии являлись Сихем Бенседрин (глава), Ибтихель Абделлатиф, Ула Бен Неджма, Мохаммед Бен Салем, Али Гераб, Халед Кричи, Адель Майзи, Хайет Уэртани и Слахеддин Рэйчед.

### Критика
Комиссия подверглась критике по причинам медлительности, эффективности действий и профпригодности главы.